# Convexidad (finanzas)
En el ámbito financiero del análisis del riesgo de tipo de interés, la convexidad es una medida que contribuye a calcular la variación y la sensibilidad del precio de un bono ante las modificaciones del tipo de interés de mercado, complementaria de la duración modificada. La duración y la convexidad sirven para estimar las variaciones de valor de un bono y constituyen herramientas valiosas para la administración del riesgo de tipo de interés.
La duración modificada calcula una aproximación adecuada de la variación del precio de los bonos, ante cambios pequeños en el tipo de interés, pero esta magnitud parte de una relación lineal entre las variaciones del tipo de interés y las del precio, por lo que conlleva la existencia de errores crecientes a medida que las variaciones del tipo de interés son de mayor magnitud. Cuando la variación del tipo es superior a un 1% (100 puntos básicos), se entiende que la duración deja de ser una buena medida de la sensibilidad y se recurre a la convexidad, por lo que se estima el valor del bono con una parábola. En la convexidad lo que se hace es aproximar el precio del bono con el polinomio de Taylor de segundo orden,  que permite mejorar la aproximación de la duración para variaciones en los precios de los bonos
La convexidad es la curvatura de la relación precio-rentabilidad de un bono. Mide la variación en la duración del bono para un cambio en la rentabilidad. Matemáticamente, se puede cuantificar la convexidad como la tasa de cambio de la pendiente (2ª derivada) de la curva precio-rentabilidad expresada como  fracción del precio del bono.

## Fórmula de la convexidad
{\displaystyle C={\frac {1}{P}}{\frac {d^{2}P}{dr^{2}}}}

## Fórmula del incremento del precio con convexidad
{\displaystyle {\frac {\bigtriangleup P}{P}}=\underbrace {-D_{m}\bigtriangleup r} _{Duraci{\acute {o}}n}+\underbrace {{\frac {1}{2}}C\bigtriangleup r^{2}} _{convexidad}}
donde: 
P = precio del bono 

Dm = Duración modificada

r = Rendimiento hasta el vencimiento (tipo de interés)